# Конституция Эсватини
Конституция Эсватини является основным законом Королевства Эсватини.

## История
До принятия действующей Конституции в Эсватини были приняты несколько конституций.
Конституция от 6 сентября 1968 года была приостановлена 12 апреля 1973 года «Указом о введении чрезвычайного положения», изданным королём Собхузой II, отцом нынешнего короля Мсвати III. Указ дал монархии абсолютную власть и изгнал политическую оппозицию. 13 октября 1978 года была принята Новая Конституция, но она не вступила в силу.
В 2001 году король Мсвати III назначил Комитет для разработки новой Конституции. Этот документ был представлен в 2003 году для обсуждения, и был подвергнут серьезной критике со стороны гражданского общества Эсватини, а также со стороны международных организаций, таких как «Международная амнистия».
4 ноября 2004 года парламенту была представлена новая редакция Конституции, которая по существу была такой же, как и вариант 2003 года.